# Paul Renner
Paul Renner, né le 9 août 1878 à Wernigerode (province de Saxe) et mort le 25 avril 1956 à Überlingen, est un créateur de caractères, graveur et graphiste allemand, principalement connu pour sa police de caractères Futura.

## Biographie
Né en Prusse, Paul Renner reçoit dans son lycée une éducation protestante stricte, cultivant les valeurs traditionnelles de l'Empire allemand : le sens du devoir, la discipline et la responsabilité. Il se défie de l'art abstrait mais, bien qu'il dédaigne plusieurs aspects du modernisme propre aux Années folles (comme le jazz, le cinéma et les dancings), il admire la tendance fonctionnaliste de l'après-guerre : de ce point de vue, Renner est un lien important entre l'art bourgeois du XIXe siècle et le Mouvement moderne.
Pour son École professionnelle du graphisme, Renner recrute le typographe Jan Tschichold[Quand ?]. Il prend une part active aux débats esthétiques et idéologiques de l'entre-deux guerres et il collabore avec Fritz Wichert. Bien avant 1932, Renner milite contre le nazisme, avec notamment son pamphlet Kulturbolschewismus (Le Bolchevisme culturel). Démis de son poste à l'université de Munich en 1933, il est arrêté puis assigné à résidence.

### Carrière
Renner ambitionne de faire fusionner les polices de caractère réales et linéales.
C'est un membre éminent de la Deutscher Werkbund, ligue allemande pour la promotion de l'artisanat fonctionnel. Deux de ses principaux manifestes sont Typografie als Kunst (La Typographie comme art) et Die Kunst der Typographie (L'Art de la typographie). Il réforme les règles de composition typographique et dessine pour la Bauersche Gießerei la police Futura, une linéale très utilisée depuis sa création et jusqu'à aujourd'hui.
À partir de 1927, Paul Renner dérive de ses premières recherches sur la géométrie des caractères qui devaient le mener au dessin du Futura et développe d'abord le caractère Architype Renner. La police Tasse de 1994 reprend les principaux traits de la police Steile Futura, déposée par Renner en 1953.

## Caractères

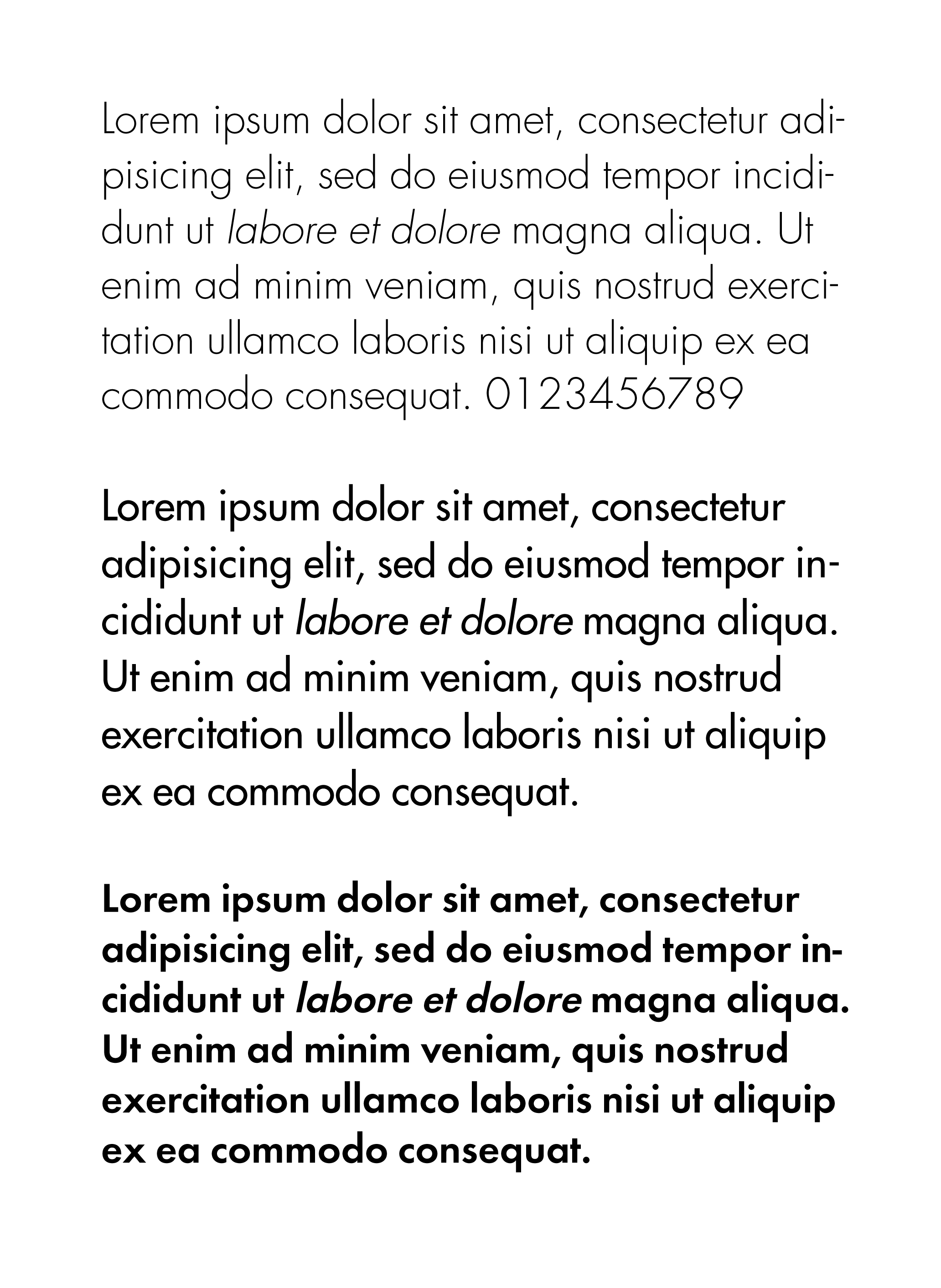
Police de caractères Futura.

- Architype Renner (1927-1929)
- Futura (1928)
- Plak (1928)
- Futura Black (1929)
- Futura Light (1932)
- Ballade (1938)
- Renner Antiqua (1939)